# Bactrochondria
Bactrochondria – rodzaj widłonogów z rodziny Chondracanthidae. Należące do niego gatunki są pasożytami morskich ryb flądrokształtnych z rodziny ciosankowatych (Cynoglossidae).

## Systematyka
Rodzaj ten wprowadził w 2000 roku międzynarodowy zespół biologów w składzie: Ju-Shey Ho, Il-Hoi Kim i Appukuttannair Biju Kumar. Na gatunek typowy wyznaczono nowo opisany Bactrochondria papilla.

### Podział systematyczny
Do rodzaju należą następujące gatunki:
- Bactrochondria formosana Ho, Lin & Liu, 2011
- Bactrochondria hoi (Pillai, 1985)
- Bactrochondria longitruncus (Yamaguti, 1939)
- Bactrochondria papilla Ho, I.H. Kim & Kumar, 2000
- Bactrochondria tuase Ho, Lin & Liu, 2011